# دانشکده حقوق دانشگاه آنکارا
دانشکده حقوق دانشگاه آنکارا (به ترکی استانبولی: Ankara Üniversitesi Hukuk Fakültesi که قبلاً آنکارا شناخته شده بود Adliye Hukuk Mektebi) دانشکده حقوق دانشگاه آنکارا در ترکیه است.

## تاریخچه
دانشکده حقوق دانشگاه آنکارا، به عنوان بخشی از یک انقلاب حقوقی در ترکیه با تلاش‌های محمود اسات بزکورت تأسیس شد. این مدرسه توسط مصطفی کمال آتاتورک، بنیانگذار جمهوری ترکیه، در ۵ نوامبر ۱۹۲۵ افتتاح شد. این اولین مؤسسه مدرن در سطح دانشگاه جمهوری تازه تأسیس بود. دانشکده حقوق اولین فارغ التحصیلان خود را در سال ۱۹۲۸ داشت.
آتاتورک در مراسم افتتاحیه آن خاطرنشان کرد: «برای هیچ نهاد دیگری چنین احساسی را احساس نمی‌کنم که نسبت به این مؤسسه احساس کنم که این ضمانت جمهوری خواهد بود و خوشحالم که آن را آشکار و افتتاح کردم».

## فارغ التحصیلان قابل توجه
- دنیز بیکال - سیاستمدار و رهبر پیشین حزب جمهوری‌خواه خلق
- Jülide Gülizar - یکی از اولین مجریان اخبار زن ترکیه[۱]
- عدنان مندرس - نخست‌وزیر پیشین ترکیه
- احمد نجدت سزر - رئیس‌جمهور پیشین ترکیه
- Tülay Tuğcu - رئیس سابق دادگاه قانون اساسی ترکیه
- Kemal Güven - رئیس سابق پارلمان ترکیه (۱۹۷۳–۱۹۷۷)،
- Uğur Mumcu - روزنامه‌نگار تحقیق دربارهٔ روزنامه Cumhuriyet.
- Turgut Özakman - نویسنده Şu ılgın Türkler
- Bülent Arınç - سیاستمدار ترک
- صلاح‌الدین دمیرتاش - رهبر حزب چپ دموکراتیک خلق کرد طرفدار کرد
- Çetin Altan - روزنامه‌نگار
- اس تملکوران - ستون نویس و نویسنده
- Cemil Çiçek - سیاستمدار ترک
- دوغو پرینچک - سیاستمدار ترک